# Marcilly-en-Beauce
Marcilly-en-Beauce település Franciaországban, Loir-et-Cher megyében. Lakosainak száma 323 fő (2022. január 1.). Marcilly-en-Beauce Huisseau-en-Beauce, Naveil, Thoré-la-Rochette, Villerable és Villiersfaux községekkel határos.

## Népesség
A település népességének változása:
| Lakosok száma | 169  | 237  | 215  | 353  | 356  | 351  | 348  | 337  | 332  | 323  |
|               | 1968 | 1982 | 1990 | 2006 | 2013 | 2015 | 2017 | 2019 | 2020 | 2022 |